# لاي-سانغ يونغ
لاي-سانغ يونغ (بالصينية: 楊麗笙)‏ (1952 في هونغ كونغ - ) رياضياتية، وأستاذة جامعية أمريكية. حاصلةُ على جائزة روث ليتل ساتر في الرياضيات عام 1993، تقديرًا لدورها الريادي في البحث في الخصائص الإحصائية (أو الحركية) للأنظمة التحريكية.

## الجوائز
- جائزة روث ليتل ساتر في الرياضيات
- محاضرة نويثر
- زمالة غوغنهايم
- زمالة الأكاديمية الأمريكية للفنون والعلوم
- Sofia Kovalevsky Lecture  [لغات أخرى]‏